# 博士（保健学）
博士（保健学）（はくし ほけんがく、英：Doctor of Philosophy in Health Science）は、博士の学位であり、保健学（放射線学、理学療法学、保健統計学等）や、国際保健学（公衆衛生学、感染症学、人類学等）に関する専攻分野を修めることによって、当該大学の大学院より授与されるものである。
1991年以前の日本では、保健学博士（ほけんがくはくし）という博士の学位が授与されており、保健学博士は、現在の「博士（保健学）」に相当する。
保健学博士は、1969年の学位規則改正により追加された。
日本では主に、博士（保健学）の学位は医学部保健学科を設置した大学の大学院博士課程によって授与される。
医学部保健学科は、臨床検査技師、診療放射線技師、看護師（あるいは保健師や助産師）、理学療法士、作業療法士などを養成する学科が多い為、博士（保健学）の学位取得者は、これら医療系の資格所有者であることが少なくない。
なお看護学分野については、近年は博士（看護学）を授与する大学が主となっている。

## 学位表記
東京大学大学院医学系研究科など、日本で授与される博士（保健学）の英語表記は『Doctor of Philosophy in Health Science』が一般的である。
各国、各大学による学位制度（名称）に違いがあり『Doctor of Philosophy (Ph.D.) 』の一部や、『Doctor of Health Science』『Doctor of Health Education』等が、博士（保健学）に相当するものもある。

## 医療従事者の博士の学位
- 博士（保健学）： 医学部保健学科の大学院
- 博士（看護学）： 看護師等の養成の医学部看護学科の大学院
- 博士（歯学）： 歯科医師養成の歯学部歯学科の大学院
- 博士（薬学）： 薬剤師養成の薬学部薬学科の大学院
- 博士（医学）： 医師養成の医学部医学科の大学院。他に臨床検査技師、診療放射線技師、看護師、あるいは歯科医師や薬剤師の場合も多い。

## 関連学位
保健学博士の下に位置づけられる学位として、大学院修士課程の修士 (保健学)、大学（四年制大学）の学士（保健学）がある。修士および学士も博士の学位と同様に、大学によって名称に多様性がある。